# Myospila lindbergi
Myospila lindbergi este o specie de muște din genul Myospila, familia Muscidae. A fost descrisă pentru prima dată de Fritz Isidore van Emden în anul 1958. Conform Catalogue of Life specia Myospila lindbergi nu are subspecii cunoscute.